# Nationalpark Yok Đôn
Koordinaten: 12° 57′ 30″ N, 107° 39′ 0″ O

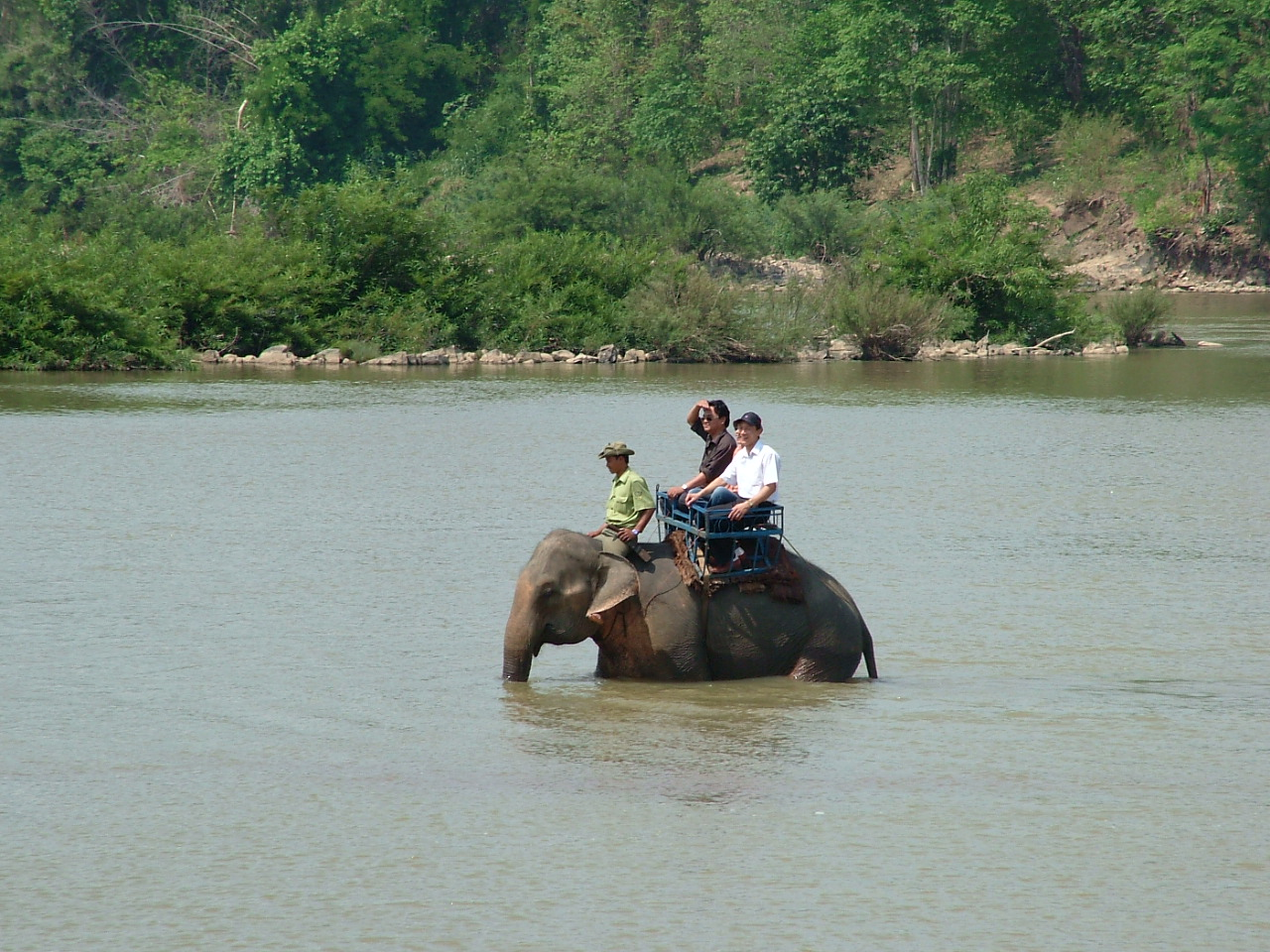
Elephant in einem Gewässer im Nationalpark

Der Nationalpark Yok Đôn (vietnamesisch Vườn quốc gia Yok Đôn) liegt in Provinz Dak Lak, im Distrikt Buon Don in Vietnam. Er wurde am 20. Oktober 1991 gegründet und umfasst eine Fläche von 1155 km², womit er der größte Nationalpark Vietnams ist.

## Topografie
Das Gebiet ist verhältnismäßig flach: Es befinden sich lediglich zwei Berge südlich des Flusses Srepok.

## Tier- und Pflanzenwelt
Über 90 Prozent der Waldfläche bestehen aus natürlichen, laubabwerfenden Dipterocarpaceen-Trockenwäldern (Dipterocarpus obtusifolius, Dipterocarpus  turberculatus, Shorea cotusa, Pentacme siamensis und Terminalia tomentos). Der Nationalpark ist bedeutend für die Erhaltung der regionalen Tierarten. Es wurden bis jetzt 43 Arten von Säugetieren gesichtet, darunter große Säuger wie Asiatischer Elefant (Elephas maximus), Gaur (Bos gaurus), Banteng (Bos javanicus) und Schwarzschenkliger Kleideraffe (Pygathrix nigripes). Weiterhin sind 245 Vogelarten, mindestens 78 Fischarten, und 85 Schmetterlingsarten ausgemacht worden, wovon sich viele in der Roten Liste Vietnams befinden. Eine bedeutende Population von geschätzten 400 Ährenträgerpfauen (Pavo muticus) sowie der gefährdete Karpfenfisch Probarbus julieni existieren im Nationalpark. Möglicherweise bestehen in Yok Don auch Vorkommen von wilden Wasserbüffeln (Bubalus arnee), Kouprey (Bos sauveli)  Kragenbär (Ursus thibetanus), Rohrkatze (Felis chaus), Fischkatze (Prionailurus viverrinus), Nebelparder (Pardofelis nebulosa), Tiger (Panthera tigris) und Siam-Krokodil (Crocdylus siamensis).